# Lotto-Super Club/1990
Deze pagina geeft een overzicht van de Lotto-Super Club wielerploeg in  1990.

## Algemene gegevens
Sponsors: Belgische Nationale Loterij, Super Club (videotheekketen)
Ploegleiders: Jean-Luc Vandenbroucke, Jef Braeckevelt
Fietsmerk: MBK

## Renners
| Naam                        | Geboortedatum | Nationaliteit | Ploeg 1989                       |
| --------------------------- | ------------- | ------------- | -------------------------------- |
| Wim Arras                   | 07-02-1964    | België        |                                  |
| Thierry Bock                | 27-12-1966    | België        | Hitachi                          |
| Bruno Bruyere               | 31-12-1965    | België        | Hitachi                          |
| Johan Bruyneel              | 23-08-1964    | België        | S.E.F.B.                         |
| Claude Criquielion          | 11-01-1957    | België        | Hitachi                          |
| Peter De Clercq             | 02-07-1966    | België        |                                  |
| Dirk Demol                  | 04-11-1959    | België        |                                  |
| Patrick Deneut              | 30-01-1960    | België        |                                  |
| Frank Francken              | 22-05-1964    | België        |                                  |
| Jos Haex                    | 19-08-1959    | België        | Hitachi                          |
| Sammie Moreels              | 27-11-1965    | België        |                                  |
| Johan Museeuw               | 13-10-1965    | België        | ADR-W-Cup-Bottecchia-Coors Light |
| Hendrik Redant              | 01-11-1962    | België        |                                  |
| Peter Roes                  | 04-05-1964    | België        |                                  |
| Frank Van Den Abeele        | 03-01-1966    | België        |                                  |
| Willem Van Eynde            | 24-07-1960    | België        |                                  |
| Benjamin Van Itterbeeck     | 16-04-1964    | België        |                                  |
| Koen Vekemans               | 18-11-1966    | België        |                                  |
| Rudy Verdonck               | 07-08-1965    | België        |                                  |
| Patrick Verschueren         | 12-09-1962    | België        |                                  |
| Ludwig Willems              | 07-12-1966    | België        |                                  |
| Stagiairs                   |               |               |                                  |
| Serge Baguet (stagiair)     | 18-08-1969    | België        |                                  |
| Bart Leysen (stagiair)      | 10-02-1969    | België        |                                  |
| Fabrice Naessens (stagiair) | 13-12-1968    | België        |                                  |

## Belangrijke overwinningen
| Kuurne-Brussel-Kuurne Hendrik Redant Le Samyn Hendrik Redant Driedaagse van De Panne 2e etappe: Johan Museeuw Ronde van Vaucluse 3e etappe, deel B: Johan Bruyneel Ronde van de Oise 1e etappe: Johan Museeuw Eindklassement: Hendrik Redant Belgisch kampioenschap wielrennen voor elite Claude Criquielion Ronde van Frankrijk 4e etappe: Johan Museeuw 21e etappe: Johan Museeuw | Ronde van de Europese Gemeenschap Eindklassement: Johan Bruyneel Omloop van het Houtland Johan Museeuw Ronde van Ierland 3e etappe: Johan Museeuw Kampioenschap van Vlaanderen Hendrik Redant Grote Prijs van Plumelec Johan Museeuw Profronde van Surhuisterveen Claude Criquielion Vierdaagse van Duinkerke 1e etappe: Johan Museeuw |

1985 · 1986 · 1987 · 1988 · 1989 · 1990 · 1991 · 1992 · 1993 · 1994 · 1995 · 1996 · 1997 · 1998 · 1999 · 2000 · 2001 · 2002 · 2003 · 2004 · 2005 · 2006 · 2007 · 2008 · 2009 · 2010 · 2011 · 2012 · 2013 · 2014 · 2015 · 2016 · 2017 · 2018 · 2019 · 2020 · 2021 · 2022 · 2023 · 2024 · 2025